# Peeter Heyns
Peeter Heyns (* 1537 in Antwerpen; † Februar 1598 in Haarlem) war ein flämischer Schulmeister, Dichter, Grammatiker und Geograph.

## Leben und Werk
Heyns leitete in Antwerpen eine Schule für Mädchen reicher Kaufleute. Er unterrichtete nacheinander in Antwerpen, Köln, Antwerpen (1570–1585), Frankfurt am Main, Stade und ab 1594 in Haarlem. Heyns schrieb Theaterstücke für den Fremdsprachenunterricht. Seine französische Grammatik wurde 2006 neu herausgegeben.
Als Freund des Kartographen Abraham Ortelius fertigte er von dessen 1570 publizierten Länderbeschreibung Theatrum orbis terrarum eine (gereimte) niederländische und eine französische Übersetzung an und erstellte einen Auszug.

## Werke
- Cort onderwijs van de acht deelen der Fransoischer talen [tot voorderinghe en profijt der Duytscher ioncheyt] (1571 en 1605), hrsg. von Els Ruijsendaal, Amsterdam/Münster 2006 [auch Delft 1591]
- Spieghel der werelt, ghestelt in ryme door M. Peeter Heyns: Waer inne letterlyck ende figuerlyck de gheleghentheyt, natuere, ende aert aller landen claerlyck afghebeeldt ende beschreuen wordt: niet min dienstelyck voor alle wandelaers, dan het heerlyck Theatrum Abrahami Ortelij den studenten t'huys nut ende noodich is, Antwerpen 1577
- Le miroir du monde, reduict premierement en rithme brabaçonne, par M. P. Heyns, et maintenant tourné en prose françoise : auquel se représente clairement & au vif, tant par figures, que caractères, la vraye situation, nature et propriété de la terre universelle : redvicte corrigée et augmentée de plusieurs belles cartes, Antwerpen 1579, Cambridge, Mass. 1990
- Epitome du théâtre du monde, Antwerpen 1588